# Tota erras via
Tota erras via è una locuzione latina che si traduce con «Sbagli strada». Inteso come errore nel modo di procedere, anche a livello mentale o logico. Modi di dire simili sono rimasti in italiano moderno come «uscire di carreggiata» o «essere fuori strada». Deriva da un frase di Terenzio (Eunuchus, 245).